# 科尼艾蘭 (明尼蘇達州)
科尼艾蘭（英語：Coney Island）是位於美國明尼蘇達州卡弗縣萊克敦鎮區的一個非建制地區。此地得名自附近的一個湖島，該島為當地的渡假村。

## 地理
科尼艾蘭所處的海拔為高於海平面296米（即971英呎），而該地所採用的時區為UTC-6，即北美中部時區（CST）。同時該地設有夏令時間，為UTC-6調快一小時，即UTC-5（CDT）。